# Сталинские премии по Постановлению СМ СССР № 377-228сс от 24 февраля 1955 г.
Сталинские премии по Постановлению СМ СССР № 377-228сс от 24 февраля 1955 г.
Постановлением СМ СССР № 377-228сс «О присуждении Сталинских премий, представлении к награждению орденами и выдаче денежных премий инженерно-техническим работникам за разработку прибора „Вибратор“ типа „РД-2“» от 24 февраля 1955 г. Сталинскую премию второй степени получили:
- Курячьев, Вячеслав Павлович — главный конструктор НИИ-11 Министерства радиотехнической промышленности, с выплатой денежной премии в размере 30 тыс. рублей;
- Олигер, Михаил Александрович — заместитель главного конструктора НИИ-11 Министерства радиотехнической промышленности,  с выплатой денежной премии в размере 20 тыс. рублей.

Сталинскую премию третьей степени получили (в общей сумме 50 тыс. рублей):
- Пивоваров, Михаил Михайлович — старший инженер НИИ-11 Министерства радиотехнической промышленности,
- Мальцев, Александр Алексеевич — заместитель главного конструктора НИИ-11,
- Серебров, Николай Васильевич — старший инженер НИИ-11 Министерства радиотехнической промышленности,
- Шишов, Фёдор Фёдорович — референт Министерства среднего машиностроения, бывший руководитель группы КБ-11.

В настоящее время это последнее по дате награждение Сталинскими премиями, о котором имеются сведения в открытых источниках.